# Kristine Jepson
Kristine "Kris" Jepson (Iowa, 1962-21 de abril de 2017) mezzosoprano lírica estadounidense, intérprete de roles de Mozart y Richard Strauss.
Estudió en la Universidad de Indiana y cantó en Estados Unidos y Europa incluyendo el Covent Garden de Londres, el Metropolitan Opera de Nueva York, Teatro alla Scala, Theatre Royale de la Monnaie, Opera National de París, Bavarian State Opera, Hamburg State Opera, Flemish Opera, Ópera de Santa Fe, la Florida Grand Opera y otras.
Creó el rol de Kitty Oppenheimer en el estreno mundial de Doctor Atomic de John Adams en la San Francisco Opera y reemplazó a Susan Graham en Dead Man Walking de Jake Heggie en la Francisco Opera.
Sus papeles más conocidos son Sesto en La clemenza di Tito y Giulio Cesare, Dorabella en Cosí fan tutte, el compositor en Ariadne auf Naxos, Octavian en El caballero de la rosa, Charlotte en Werther, Cherubino en Las bodas de Fígaro, Idamante en Idomeneo y Hansel en Hansel und Gretel.
Kristine Jepson falleció víctima de cáncer a los 54 años de edad luego de batallar ocho años contra la enfermedad. Sus familiares y el mundo de la Opera han recibido las condolencias por tan irreparable pérdida.

## Grabaciones
- John Williams Trumpet Concerto - Ronald Feldman
- Liszt: St. Stanislaus - James Conlon
- A Night at the Opera - Charles Rosekrans
- Bel Canto - Patrick Summers